# Conca della Campania
Conca della Campania község (comune) Olaszország Campania régiójában, Caserta megyében.

## Fekvése
A megye északnyugati részén fekszik, Nápolytól 60 km-re északnyugatra valamint Caserta városától 40 km-re északnyugati irányban. Határai: 

## Története
A település alapítására vonatkozóan nincsenek pontos adatok. Valószínűleg a kora középkorban alapították, bár egyes régészek szerint alapítása a rómaiak idejére nyúlik vissza. Előbb a Monte Cassinó-i bencés apátság birtoka volt, majd a 14. századtól nemesi birtok lett. A 19. században nyerte el önállóságát, amikor a Nápolyi Királyságban felszámolták a feudalizmust.
A következő századokban nemesi birtok volt. A 19. században nyerte el önállóságát, amikor a Nápolyi Királyságban felszámolták a feudalizmust.

## Népessége
A népesség számának alakulása:

## Főbb látnivalói
- Palazzo Galdieri Antonone
- San Pietro Apostolo-templom
- Madonna dell’Annunziata-templom